# Liste der Einträge im National Register of Historic Places im Donley County
Die Liste der Registered Historic Places im Donley County führt alle Bauwerke und historischen Stätten im texanischen Donley County auf, die in das National Register of Historic Places aufgenommen wurden.

## Aktuelle Einträge
| Lfd. Nr. | Name im NRHP                      | Bild | Datum der Eintragung | Adresse/Lage     | Ort       | NRHP-ID  | Beschreibung |
| -------- | --------------------------------- | ---- | -------------------- | ---------------- | --------- | -------- | ------------ |
| 1        | Clarendon Motor Company Building  |      | 10. Nov. 1994        | 221 S. Sully St. | Clarendon | 94001309 |              |
| 2        | Donley County Courthouse and Jail |      | 17. Feb. 1978        | Public Sq.       | Clarendon | 78002924 |              |
| 3        | Martin-Lowe House                 |      | 21. Nov. 1985        | 507 W. Fifth     | Clarendon | 85002911 |              |